# Votorantim
Votorantim é um município no interior do estado de São Paulo, no Brasil. A cidade localiza-se na Região Metropolitana de Sorocaba e também pertence à Mesorregião Macro Metropolitana Paulista e à Microrregião de Sorocaba. Localiza-se a oeste da capital do estado, distando desta cerca de 108 km. Sua população segundo estatísticas do Instituto Brasileiro de Geografia e Estatística de 2019 era de 122.480 habitantes, sendo então o 68º município mais populoso do estado de São Paulo, além de ser a quarta mais populosa cidade da Região Metropolitana de Sorocaba, atrás apenas de Sorocaba, Itu e Itapetininga. Ocupa uma área de 183,998 km².
O seu Índice de Desenvolvimento Humano (IDH) é de 0,767, considerado como elevado.
A Lei Estadual nº 8 092, de 28 de fevereiro de 1964, desmembrou, do município de Sorocaba, o distrito de Votorantim, elevando-o à categoria de município. É o maior produtor de cimento do Brasil. Conta ainda com localização geográfica privilegiada, já que está conurbada com Sorocaba e, portanto, próxima à sua malha rodoviária, ligada a grandes centros nacionais e regionais, como São Paulo e Campinas.

## História
De ocupação inicial indígena como todo o restante do território brasileiro, o território do atual município começou a ser explorado e povoado por portugueses e seus descendentes em meados do século XVII, quando Pascoal Moreira Cabral, parente do fundador de Sorocaba Baltasar Fernandes, instalou-se na localidade conhecida como Itapeva, hoje sede da Fazenda de São Francisco. Aí, iniciou a plantação de cana-de-açúcar e produção de açúcar com mão de obra escrava indígena.
A maior atração do vilarejo formado era a cachoeira Votorantim, nome de língua geral meridional que significa "morro pontudo" (votura, "morro" + tĩ, "pontudo").
Em 1892, se iniciou a indústria na cidade, com a fundação da Fábrica de Chitas. O desenvolvimento industrial incentivou a imigração italiana na cidade.
Em 1914, foi construída a usina hidrelétrica de Itupararanga, aproveitando a topografia do município e seu potencial hidrelétrico. Outras usinas no rio Grande vieram na sequência, como Light, Santa Helena, Votocel e Cachoeira da Chave.
Em 1 de dezembro de 1963, foi realizado o plebiscito que decidiu pela emancipação de Votorantim em relação ao município de Sorocaba.

### Datas históricas
- Elevação a distrito: 18 de agosto de 1911
- Instalação do distrito: 25 de fevereiro de 1912
- Plebiscito, emancipação política do município: 1 de dezembro de 1963
- Instalação do município: 27 de março de 1965
- Aniversário do município: comemorado em 8 de dezembro
- Fundação do primeiro clube de futebol do interior paulista: 1 de janeiro de 1900]- Sport Club Savoia/Votorantim

## Geografia
Localiza-se a uma latitude 23º32'48" sul e a uma longitude 47º26'16" oeste, estando a uma altitude de 570 metros. Sua população estimada em 2005 era de 105 446 habitantes. Votorantim situa-se a sudoeste do Estado. Dista cem quilômetros da capital. Ocupa uma área de 177 km², sendo 30 km² de área urbana e 147 km² de área rural.
Sua topografia é acidentada com relevo montanhoso, dotado de aclives, declives e vales. A altitude média circunda em torno de 557 metros. O município possui clima temperado tropical e a temperatura média anual é de 20 graus Celsius. Faz divisa com os municípios: Sorocaba, Piedade, Ibiúna, Salto de Pirapora e Alumínio. O principal rio que banha o município é o Rio Sorocaba, sendo seus principais afluentes o Cubatão e o Ipaneminha. O município também engloba parte do Reservatório de Itupararanga, que também é uma área de proteção ambiental.

### Represa de Itupararanga
Abastecendo Votorantim, Sorocaba e região, Itupararanga é uma grande represa situada em grande parte no município de Votorantim, também muito desfrutada de seus recursos para fins de lazer. Trata-se do mais importante manancial de água de excelente qualidade para a Região de Sorocaba. Hoje, está compreendida na Área de Proteção Ambiental (APA) de Itupararanga.
A represa atende a fábrica da Companhia Brasileira de Alumínio como usina hidrelétrica para geração de energia, correspondendo a cerca de 2% do consumo total da fábrica.

### Geologia
A maior parte do município de Votorantim situa-se sobre rochas cristalinas de idade Neoproterozoica, principalmente rochas ígneas/magmáticas granitos (Maciço de Sorocaba e Maciço de São Francisco. Sobre o primeiro, situa-se a maior parte da área urbana do município. Ambos os maciços são atravessados pelo Rio Sorocaba). Esses corpos graníticos são responsáveis pelo movimentado relevo da região, devido sua resistência à erosão.
Rochas metamórficas de idade Neoproterozoico (filitos, metarenitos, metacalcários e quartzitos) constituem parte dos metassedimentos marinhos do Grupo São Roque, cuja direção estrutural é ENE-WSW. Rochas sedimentares de idade permocarbonífera do Grupo Itararé (Bacia do Paraná) ocorrem em restritas áreas na porção noroeste do município.
Entre os recursos minerais, destaca-se a exploração de calcário para cimento, em Santa Helena, onde situa-se a maior mina subterrânea de calcário da América Latina.

### Rodovias
Votorantim encontra-se em um dos principais eixos industriais do estado, próximo a vias de acesso como as rodovias Castelo Branco (SP-280), Raposo Tavares (SP-270) e Santos Dumont (SP-75). O município é cortado pela rodovia Raimundo Antunes Soares (SP-79), que liga o município ao litoral sul do estado, e pela rodovia João Leme dos Santos (SP-264) até Salto de Pirapora, alternando o nome a partir daí.

### Ferrovias
O município encontra-se atravessado pela Estrada de Ferro Elétrica Votorantim, que o liga à cidade vizinha de Sorocaba. A ferrovia construída em 1890 e eletrificada em 1923, exerceu uma importante função de transportar cargas e passageiros da Fábrica de Tecidos Votorantim e da então vila homônima à Estação Ferroviária Paula Souza da Estrada de Ferro Sorocabana, na cidade vizinha e sendo um dos fatores que impulsionaram seu desenvolvimento econômico local. Atualmente, opera somente como uma linha turística, sendo mantida pela Oscip Movimento de Preservação Ferroviária do Trecho Sorocabana - (MPF-Sorocabana).

## Demografia

### População
| Crescimento populacional                             | Crescimento populacional | Crescimento populacional | Crescimento populacional |
| Ano                                                  | População Total          |                          | %±                       |
| ---------------------------------------------------- | ------------------------ | ------------------------ | ------------------------ |
| 1970                                                 | 26 932                   |                          | —                        |
| 1980                                                 | 53 158                   |                          | 97,4%                    |
| 1991                                                 | 80 728                   |                          | 51,9%                    |
| 2000                                                 | 95 925                   |                          | 18,8%                    |
| 2010                                                 | 108 809                  |                          | 13,4%                    |
| 2022                                                 | 127 923                  |                          | 17,6%                    |
| Est. 2024                                            | 132 849                  | [ 10 ]                   | 3,9%                     |
| Fontes: Censos Demográficos IBGE e Estimativas SEADE |                          |                          |                          |

## Política e administração
- Lista de prefeitos de Votorantim

## Economia
O setor industrial é a sua mais expressiva fonte de renda (tecidos, papel, papelão, celulose, cal, embalagem, equipamentos variados, inclusive eletrônicos e, de modo especial, o cimento Votoran).
Votorantim vive ainda do cultivo de variados produtos agrícolas, sobretudo hortifrutigranjeiros. Possui, ainda, gado de corte e leiteiro, aves e outros animais. O seu comércio apresenta-se expressivamente ativo e variado, atendendo satisfatoriamente as necessidades da população.

### A capital do cimento
Votorantim é considerada nos dias atuais como a capital do cimento, pois grande parte (quase toda) de sua economia vem diretamente da venda de cimento para muitos estados do Brasil.
Aqui vale um adendo: Realmente, o município já foi considerado a "Capital do Cimento", pois, no estado, era o que mais contribuía para a extração e beneficiamento desse produto até o século XX. Porém, com a exploração atingindo profundidades cada vez maiores, e, com isso, encarecendo a produção, o Grupo Votorantim decidiu transferir os trabalhos para outra área, no município de Salto de Pirapora, vizinho ao município de Votorantim, instalando a Fábrica de Cimento Santa Rita.
Hoje, Votorantim se destaca também em seu forte comércio local no centro da cidade e próximo ao centro. O shopping Iguatemi está instalado no município de Votorantim.

## Infraestrutura

### Comunicações
O sistema de telefones automáticos foi inaugurado na cidade em 1963 pela Cia. Rede Telefônica Sorocabana. Já o sistema de discagem direta à distância (DDD) foi implantado em 1975 pela Telecomunicações de São Paulo (TELESP) com o código de área (0152).
Na década de 90 o código DDD da cidade foi alterado para (015), para padronização do sistema telefônico com a telefonia celular que estava sendo implantada em todo o estado.

## Turismo
- Barragem Santa Helena. Situada na Vila Olímpia, a barragem capta o represamento das águas da Prainha e da Usina da Light. É responsável pela produção de energia para consumo industrial.
- Cachoeira da Chave, local onde se originou o nome do município. Localiza-se no bairro da Chave.
- Cascata Votocel, conjunto de pequenos saltos de água situado no rio Sorocaba, entre a Cachoeira da Chave e a Represa do Votocel.
- Creche Castelo dos Sonhos. A creche da entidade AVAM está sediada em um dos prédios mais antigos do município. De arquitetura no estilo inglês, foi construído pelo Grupo Votorantim no final do século XIX e servia de creche, onde as operárias deixavam seus filhos antes do início de cada jornada de trabalho.
- Prainha Santa Helena. O local está situado na Vila Santa Helena, sob administração da fábrica de cimento. Conta com diversos atrativos para lazer e entretenimento.
- Parque Ecológico do Matão, um parque com 70 mil metros quadrados que reúne um total de duzentos animais, na rua Ângelo Delapassi s/nº - Parque Bela Vista.
- Represa de Itupararanga. A barragem da represa e alguns clubes náuticos são muitos visitados nos finais de semana. A represa está situada no entorno de Votorantim e de outros municípios da região.
- Cachoeira São Francisco. Localizada na Vila da Light, a cachoeira é pouco visitada, sendo opção de lazer em especial para as famílias do bairro operário.
- Igreja Santa Helena. Uma das igrejas mais antigas do município, foi construída para atender fiéis das vilas operárias no entorno da fábrica Votoran. O prédio foi construído em substituição à igreja de Baltar, que fora demolida para dar lugar à extração de cimento. A igreja de Santa Helena leva o nome da filha do comendador Pereira Ignácio, Helena, e, então, mulher de José Ermírio de Moraes.
- Praça de Eventos "Lecy de Campos", Avenida 31 de Março, s/nº Centro (entrada do município). Capacidade para 45 mil pessoas (estimativa da Polícia Militar do Estado de São Paulo) para sediar grandes festas populares, como Praçambar e a Festa Junina, sendo, essa última, uma das maiores festas juninas do interior paulista.
- Fazenda Santo Antônio. Localizada na Vila Nova, fornece leite diariamente.

## Religião
O Cristianismo se faz presente na cidade da seguinte forma:

### Igreja Católica
- A igreja faz parte da Arquidiocese de Sorocaba.[17]

### Igrejas Evangélicas
- Assembleia de Deus Ministério do Belém.[18][19]
- Congregação Cristã no Brasil.[20]